# Agápito (Kryjanovski)
Agápito Krijanovski (russo: Агапит Крыжановский; séc. XIX, Império Russo - 9 de setembro de 1966, São Paulo, Brasil) foi bispo da Igreja Ortodoxa Russa fora da Rússia, bispo de Goiânia e vigário da Diocese de São Paulo.

## Biografia

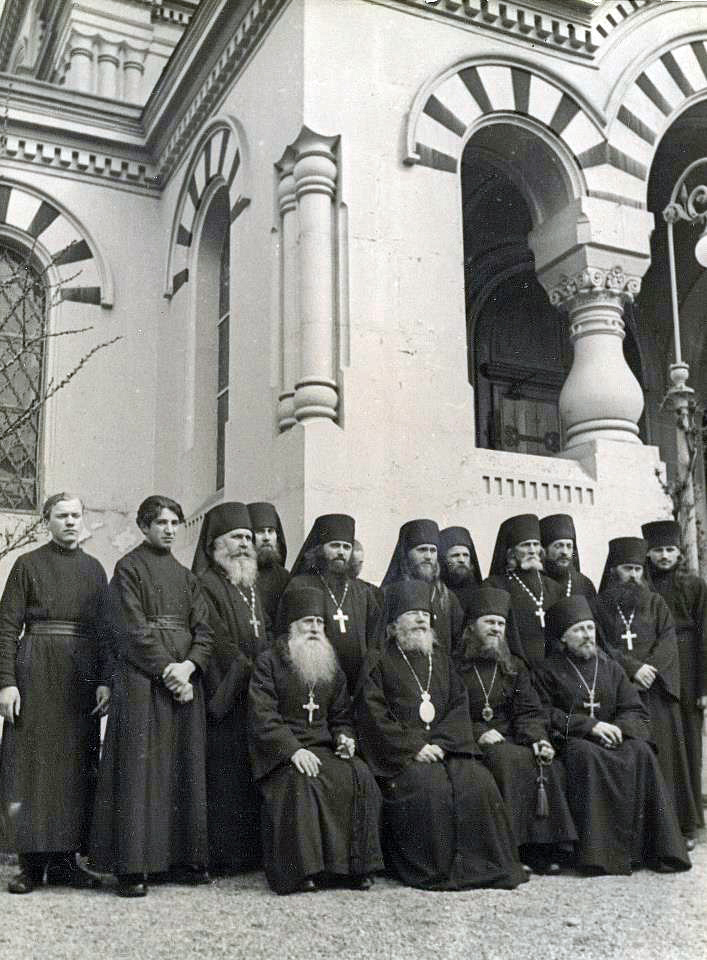
Irmandade de São Jó de Pochaev na Suíça em 1946 (arquimandrita Agápito sentado, o primeiro da esquerda para a direita)

Era arquimandrita da Lavra de Pochaeve. Durante a Segunda Guerra Mundial serviu na República Eslovaca. Em agosto de 1944, em Bratislava, juntou-se aos irmãos do Mosteiro de São Jó de Pochaev, que fugiram de Ladomirova devido ao avanço das tropas soviéticas. Depois, partiram para a Suíça, e de lá, emigraram para os EUA entre o final de 1946 e início de 1947.
Em conexão com a chegada de novos refugiados à América Latina após a Segunda Guerra Mundial, as atividades da Diocese brasileira se expandiram, o número de paróquias e do clero aumentou. A pedido do arcebispo Teodósio Samoiloviche de São Paulo, o sínodo dos bispos da Igreja Russa no Exterior enviou o arquimandrita Agápito ao Brasil.
Por muito tempo foi reitor da Igreja da Intercessão da Mãe de Deus na cidade de Niterói, um subúrbio do Rio de Janeiro, em alguns casos substituindo o reitor enfermo da Igreja da Santa Mártir Zinaida no Rio de Janeiro, o arcipreste João Nagovski. A sua incansável atividade missionária é notável: em particular, as frequentes viagens longas pelo Brasil para o alimento espiritual das comunidades russas.
Em maio de 1953, participou do primeiro congresso da Diocese brasileira, no qual leu a reportagem “Sobre os serviços divinos e a obra missionária no Brasil”. Em dezembro de 1954, foi realizado o segundo congresso da Diocese brasileira.
Foi planejado nomeá-lo bispo na Venezuela, mas a consagração foi adiada devido a uma série de circunstâncias.
Em 19 de maio de 1957, em São Paulo, foi consagrado bispo de Goiânia, vigário da Diocese de São Paulo. A consagração foi realizada pelo arcebispo Teodósio Samoiloviche, de São Paulo, bispo Leôncio Filippoviche, de Santiago, e bispo Atanásio Martos, de Buenos Aires.
Ele entrou em conflito com o bispo Teodósio Samoiloviche. Em 1959, aposentou-se e serviu apenas na Igreja da Intercessão na cidade de Goiânia.
Como o arcebispo Vitalio Ustinov observou no sínodo de bispos da ROCOR em 1962: “O bispo Agápito reagiu com muito nervosismo e aspereza a tudo, e não apenas em relação ao arcebispo Teodósio, mas também em relação ao sínodo. A relação entre o bispo Agápito e o arcebispo Teodósio tornou-se impossível. Não havia outra escolha a não ser dispensar o bispo Agápito para se aposentar, mas é claro que era ofensivo para ele. Ele está aposentado há quase três anos e deveria ter sido consolado”.
Em 22 de novembro de 1962, por decisão do sínodo dos bispos da ROCOR, foi reintegrado com o título de vigário da Diocese brasileira com residência em Goiânia e com o título "Bispo de Goiânia".
Morreu em 9 de setembro de 1966, sendo sepultado em São Paulo.